# Neuroetologia
La neuroetologia és l'enfocament evolutiu i comparatiu de l'estudi de la conducta animal i els seus correlats en el sistema nerviós. Aquesta branca interdisciplinària de la neurociència intenta comprendre com el sistema nerviós central tradueix estímuls que són biològicament rellevants a activitats biològiques, en un intent d'entendre l'estructura i funcionament de la «caixa negra» que controla les conductes naturals dels animals normalment referides com conductes instintives o conductes innates. La paraula prové del gres neuro- (relacionat a cèl·lules nervioses), i ethos (hàbit o costum).
Com el seu nom implica, la neuroetologia és un camp interdisciplinari que inclou a la neurobiologia (l'estudi del sistema nerviós) i l'etologia (l'estudi de la conducta en entorns naturals). Un tema central en el camp de la neuroetologia, que el separa d'altres camps en la neurociència, és l'enfocament en conductes que passen en entorns naturals, que poden ser entesos com aquelles conductes que s'originen de selecció natural: com trobar parelles, navegació, locomoció, evació de predadors) més que un enfocament en estats de malaltia o conductes que són pròpies d'un laboratori. La International Society for Neuroethology (ISN, Societat Internacional de neuroetologia) va ser fundada en la convenció de l'Institut d'Estudis Avançats de l'OTAN. a la Universitat de Kassel a Hofgeismar, Alemanya. El primer president de la ISN va ser Theodore H. Bullock. L'ISN s'ha reunit cada tres anys des de la seva primera junta a Tòquio, el 1986.

## Filosofia
La neuroetologia és un enfocament interactiu per resoldre problemes en la conducta animal de manera interdisciplinària. Normalment els neuroetòlegs decideixen estudiar animals que són especialistes en una conducta determinada que l'investigador vol conèixer a fons, com les abelles en la seva conducta social, els ratpenats en ecolocalització o els mussols en localització de sons. L'enfocament sorgeix de la idea que els sistemes nerviosos dels animals han evolucionat per resoldre problemes de percebre i actuar en certs medis i no en altres. Per tant, s'entén en el dogma neuroetològic que el sistema nerviós d'un animal es pot comprendre millor en el context on l'animal va evolucionar per resoldre'l.
Jörg-Peter Ewert, pioner de la neuroetologia, considera sis preguntes essencials:
1. Com es detecta un estímul per part d'un organisme?
2. Com es representen aquests estímuls en el sistema nerviós?
3. Com s'adquireix, guarda i recorda la informació d'un estímul?
4. Com es tradueix un patró conductual en xarxes neuronals?
5. Com es controla i coordina una conducta en el sistema nerviós?
6. Com podem relacionar mecanismes neuronals al desenvolupament ontogènic de la conducta?

Per respondre aquestes preguntes, cal utilitzar metodologies comparades, que prenen el coneixement previ dels sistemes nerviosos d'organismes relacionats, les seves anatomies, històries clíniques, conductes i medis.
 Encara que molts experiments neurobiològics donin lloc a preguntes conductuals, els neuroetòlegs ans al contrari estudien la conducta en l'entorn natural de l'animal. L'estudi tradicional funciona bé per a sistemes lineals, però en considerar que el sistema nerviós no ho és, aquesta metodologia té limitacions evidents. Aquest argument es recolza amb experiments en el sistema auditiu, on les respostes a sons complexos no es poden predir des de l'estudi amb tons purs a causa de la manca de linealitat del sistema.
Els enfocaments neuronals emprats són necessàriament diversos, en proporció amb la diversitat de preguntes que intenten comprendre. Des de 1984, s'han usat tints intracel·lulars, làmines mòbils amb elèctrodes intracel·lulars, neurociència computacional, genètica molecular i neuroendocrinologia.
Crítiques a la neuroetologia inclouen en considerar-la una branca de la neurociència més «trivia d'animals».
 No obstant això, l'enfocament en sistemes que no són convencionals (com Drosophila, C. elegans o Danio rerio) ha ajudat a trobar respostes a problemes abans no vistos, com ho és la inhibició lateral, la detecció coincident o els mapes sensorials. La neuroetologia també és l'única disciplina que ha explicat tot el circuit neuronal i la resposta d'evasió d'interferència dels peixos elèctrics. La neuroetologia va contribuir a la ciència amb conceptes nous i indirectament a l'avanç de la salut humana. En intentar entendre sistemes nerviosos més simples, metges han usat conceptes que la neuroetologia i altres branques de la neurociència van descobrir per trobar la cura de malalties humanes devastadores.